# Евстратова, Валентина Яковлевна
Валентина Яковлевна Евстратова (12 ноября 1922 — 21 октября 1996) — советская театральная актриса, заслуженная артистка РСФСР.

## Биография
Валентина Яковлевна Евстратова родилась 12 ноября 1922 года. 
С  16 сентября 1946 года по 31 января 1990 года (с перерывом) играла на сцене Малого театра.
Умерла 21 октября 1996 года, похоронена на Ваганьковского кладбище (13-й участок). 

### Семья
- Отец — Яков Степанович Евстратов (1898—1934).

## Награды и премии
- орден «Знак Почёта» (04.11.1974)
- Заслуженная артистка РСФСР (14.07.1971)

## Работы в театре
- 1952 — «Васса Железнова» М. Горького — Наталья[1]
- «Светит, да не греет» Александра Островского — Авдотья Васильевна
- «Униженные и оскорблённые» Александра Островского — Бубнова
- «Ярмарка тщеславия» по роману Уильяма Мейкписа Теккерея — Миссис Седли
- «Беседы при ясной луне» по рассказам Василия Шукшина «Крыша над головой», «Сапожки», «Вянет, пропадает», «Сватовство» — Алёна
- «Умные вещи» Самуила Маршака — пожилая фрейлина
- «Фома Гордеев» М. Горького — домработница Ежова

## Телеспектакли
1. 1953 — Васса Железнова — Наталья, старшая дочь Вассы (в титрах Е. Евстратова)
2. 1972 — Светит, да не греет — Авдотья Васильевна
3. 1976 — Униженные и оскорблённые — Бубнова
4. 1976 — Ярмарка тщеславия — Миссис Седли
5. 1981 — Беседы при ясной луне — Алёна
6. 1983 — Умные вещи — пожилая фрейлина
7. 1983 — Фома Гордеев — домработница Ежова